# Liga de Gobernantes Anticorrupción
La Liga de Gobernantes Anticorrupción "LIGA"  es un partido político colombiano de derecha, creado al inicio como un movimiento en el 2015 y formalizado en octubre de 2019 por el exalcalde de Bucaramanga, Rodolfo Hernández Suárez y por los candidatos al concejo municipal de 2020-2023. Fue ideado como una plataforma política para Hernández, con el propósito de llegar a la presidencia de la república en las elecciones de 2022. El movimiento logró posicionarse como partido político con personería jurídica el 4 de agosto de 2022 luego de la resolución publicada por el Consejo Nacional Electoral a raíz de la solicitud de su líder y presidente provisional, Rodolfo Hernández. Actualmente se encuentra en oposición al gobierno del presidente Gustavo Petro.
Para las elecciones locales de 2015, Rodolfo Hernández lograría llegar a la Alcaldía de Bucaramanga por medio de una candidatura independiente mediante el «Movimiento Cívico Lógica Ética y Estética», fundado previamente por Hernández para apoyar su campaña política.

## Principios de la LIGA
En los estatutos del Partido Liga de Gobernantes Anticorrupción “LIGA“, se afirma que el movimiento político se ajustará en su organización y funcionamiento a los principios básicos de juego limpio, transparencia, equidad de género, pluralismo, objetividad, lucha contra la corrupción y eficiencia en el gasto público.

## Campaña presidencial

### Campaña presidencial 2022
Para 2022 el movimiento recolectó firmas para inscribir a Rodolfo Hernández a la presidencia, luego inscribieron a Marelen Castillo para la vicepresidencia.
El lema de la campaña son "Las Tres No":
- No robar
- No mentir
- No traicionar

El líder del movimiento político, Rodolfo Hernández, ha dicho estar a favor del matrimonio igualitario, la adopción por parte de parejas homosexuales, la legalización de la marihuana medicinal y recreativa, la eutanasia y el suicidio asistido. Sobre el aborto dijo que en un eventual gobierno suyo este derecho se respetará y afirmó que «es decisión de la mujer si hacerse un aborto o no».
En la primera vuelta obtuvieron el segundo lugar con aproximadamente 6 millones de votos, y el derecho a participar en segunda vuelta para seguir compitiendo por la presidencia y vicepresidencia de Colombia.
En la segunda vuelta obtuvieron más de 10.604.337 de votos lo cual permitió que Rodolfo Hernández ocupara una curúl en el Senado de la república y su fórmula vicepresidencial Marelen Castillo una curúl en la Cámara de representantes.

## Personería jurídica
Surgiendo como grupo significativo de ciudadanos (G.S.C.), con los resultados de la primera vuelta presidencial, el 29 de mayo, la Liga de Gobernantes Anticorrupción pasó a tener el derecho de conformar un partido político legalmente establecido en Colombia, con su respectiva personería jurídica. El 19 de julio del 2022 Rodolfo Hernández radicó ante el Consejo Nacional Electoral la solicitud.
El 4 de agosto de 2022 el Consejo Nacional Electoral concedió la personería jurídica al movimiento convirtiéndose así oficialmente en un partido político, logrando tener derecho a otorgar avales y recibir financiación estatal, entre otros beneficios.
En septiembre de 2022 se conoció que el partido no invitó a los parlamentarios electos por el grupo significativo de ciudadanos de la LIGA, ni a quien fuera la fórmula vicepresidencial Marelen Castillo, a formar parte del nuevo partido debido a diferencias de estos con Rodolfo Hernández y su familia.

## Presidentes del partido
| N.º | Fundador             | Fundador | Fundador                 | Director nacional | Período en el cargo | Período en el cargo     |
| N.º | Fundador             | Fundador | Fundador                 | Director nacional | Inicio              | Final                   |
| --- | -------------------- | -------- | ------------------------ | ----------------- | ------------------- | ----------------------- |
| 1.º |                      |          | Rodolfo Hernández Suárez | Socorro Oliveros  | 4 de agosto de 2022 | 2 de septiembre de 2024 |
| 1.º | Camilo Andrés Larios |          | Rodolfo Hernández Suárez |                   | 4 de agosto de 2022 | 2 de septiembre de 2024 |

## Resultados Electorales

### Elecciones Presidenciales
| Año  | Candidatos        | Candidatos       | Primera vuelta | Primera vuelta | Primera vuelta | Segunda vuelta | Segunda vuelta | Segunda vuelta | Resultado  | Notas         |
| Año  | Presidente        | Vicepresidente   | CI             | Votos          | %              | CI             | Votos          | %              | Resultado  | Notas         |
| ---- | ----------------- | ---------------- | -------------- | -------------- | -------------- | -------------- | -------------- | -------------- | ---------- | ------------- |
| 2022 | Rodolfo Hernández | Marelen Castillo | 2.º            | 5.965.335      | 28.17          | 2.º            | 10.604.337     | 47.31          | No electos | [ 29 ] [ 30 ] |